# آناتولی کیتسوتا
آناتولی کیتسوتا (انگلیسی: Anatoliy Kitsuta؛ زادهٔ ۲۲ دسامبر ۱۹۸۵) بازیکن فوتبال اهل اوکراین است.
از باشگاه‌هایی که در آن بازی کرده‌است می‌توان به باشگاه فوتبال کریفباس کریفیی ریه، باشگاه فوتبال آرسنال کی‌یف، باشگاه فوتبال دینامو کی‌یف، و باشگاه فوتبال اوورلا اوژهورود اشاره کرد.
وی همچنین در تیم ملی فوتبال زیر ۲۱ سال اوکراین بازی کرده‌است.